# Mikkjal Thomassen
Mikkjal Kjartansson Thomassen (Tórshavn, 12 gennaio 1976) è un allenatore di calcio ed ex calciatore faroese, di ruolo centrocampista, tecnico dell'AIK.

## Carriera

### Giocatore

#### Club
Durante la sua carriera da giocatore, Thomassen ha militato nel massimo campionato del suo paese natale vestendo le maglie di HB Tórshavn, B36 Tórshavn, B68 Toftir ed EB/Streymur. Ha lasciato il calcio giocato alla soglia dei 33 anni al termine della stagione 2008, visti anche alcuni problemi al tendine di Achille.

#### Nazionale
Tra il 2006 ed il 2008 ha giocato 13 partite ufficiali con la nazionale maggiore faroese, ma ne ha anche disputate alcune non ufficiali qualche anno prima, nel periodo compreso tra il 1997 e il 1998, sotto la guida del CT Allan Simonsen.
La sua ultima gara con le Fær Øer è datata 11 agosto 2008, nel match contro l'Austria valido per le qualificazioni ai Mondiali 2010. È dovuto uscire per infortunio dopo soli 37 minuti, ma la sua nazionale ha comunque strappato un pareggio per 1-1.

### Allenatore
Dal 2009 al 2013 Thomassen è stato l'allenatore del B36 Tórshavn. Durante questo periodo, il club bianconero (che non otteneva il titolo nazionale dal 2005) è tornato a vincere il campionato nel 2011, sotto la gestione di Mikkjal Thomassen oltre che dell'altro tecnico John Petersen.
Trascorso un quinquennio sulla panchina del B36, nel 2014 ha smesso temporaneamente di allenare per seguire un corso di formazione a Copenaghen.
Ha ripreso l'attività di allenatore nel 2015, quando è stato nominato nuovo capo allenatore del KÍ Klaksvík. La squadra veniva da svariati anni trascorsi all'ombra di altri club come ad esempio l'HB Tórshavn, tuttavia sotto la sua guida è tornata a competere ad alti livelli nazionali: sia nel 2016 che nel 2017 i biancoblù hanno lottato infatti fino all'ultima giornata per un campionato poi andato in entrambi i casi al Víkingur Gøta, mentre nel 2019 è arrivato il successo che nel palmarès del club mancava da vent'anni. L'anno seguente, in campo europeo, il suo KÍ Klaksvík è arrivato a superare il terzo turno della UEFA Europa League 2020-2021 rifilando un 6-1 ai georgiani della Dinamo Tbilisi. In campo nazionale ha poi condotto la squadra ad altri due titoli, vincendo i campionati 2021 e 2022 (in quest'ultimo caso con 19 punti di vantaggio sulla seconda classificata) e ponendo le basi per i successi futuri del club.
La sua parentesi alla guida del KÍ Klaksvík, durata otto anni, è terminata alla fine della stagione 2022, quando ha accettato l'offerta da parte dei norvegesi del Fredrikstad che all'epoca militavano nella seconda serie nazionale. L'arrivo del tecnico presso il nuovo club è stato reso noto il 1º novembre 2022, con un contratto triennale valido a partire dal 1º gennaio 2023. I biancorossi hanno centrato l'obiettivo della promozione al primo tentativo, classificandosi al primo posto della 1. divisjon 2023 e tornando dunque nella massima serie. Da neopromossa, la squadra di Thomassen occupava il quinto posto dopo quattordici giornate della Eliteserien 2024, fintanto che il 15 luglio 2024, a campionato in corso, è stata ufficializzata la partenza del tecnico verso una panchina di un non specificato club estero.
Il giorno seguente, ovvero il 16 luglio 2024, Thomassen è stato annunciato come nuovo allenatore degli svedesi dell'AIK, ottavi in classifica dopo quattordici giornate ed in cerca di un nuovo tecnico. Ad agosto la sua nuova squadra ha ottenuto cinque vittorie in cinque partite di campionato, un bilancio che gli è valso il premio di allenatore del mese, riconoscimento poi replicato anche nel mese successivo grazie a tre vittorie più il pareggio contro la capolista Malmö FF. Questa inversione di tendenza ha portato il club, che dopo la prima giornata di ritorno aveva appena tre punti di vantaggio sulla zona salvezza, a chiudere l'Allsvenskan 2024 a novembre al terzo posto in classifica, conquistando così l'accesso alla UEFA Conference League 2025-2026.

## Controversie
Il 22 novembre 2023 Thomassen è stato condannato dal tribunale delle Fær Øer a trenta giorni di reclusione con pena sospesa in quanto avrebbe colpito al petto un giocatore del Víkingur Gøta minacciando di porre fine alla sua carriera calcistica e civile.

## Palmarès

### Giocatore

#### Competizioni nazionali
- Coppa delle Fær Øer: 3

HB Tórshavn: 1995
B36 Tórshavn: 2006
EB/Streymur: 2008
- Campionato faroese: 2

B36 Tórshavn: 2005
EB/Streymur: 2008

#### Competizioni internazionali
- Atlantic Cup: 1

B36 Tórshavn: 2006

### Allenatore

#### Competizioni nazionali
- Coppa delle Fær Øer: 1

KÍ Klaksvík: 2016
- Campionato faroese: 3

KÍ Klaksvík: 2019, 2021, 2022
- Supercoppa delle Fær Øer: 2

KÍ Klaksvík: 2020, 2022
- 1. divisjon: 1

Fredrikstad: 2023